# Sigfrido Catalá Tineo
Sigfrido Catalá Tineo (València, 1906 – 9 de setembre de 1978) fou un anarcosindicalista valencià, també conegut com a Lohengrin. El seu pare era un fonedor de bronze fundador de l'Escola Moderna valenciana i que s'afilià a la CNT.

## Biografia
De molt jove milità al Sindicat de la Pell de la CNT i col·laborà a Solidaridad Obrera. Es mostrà partidari del Manifest dels Trenta (amb Ángel Pestaña) i va representar els Sindicats d'Oposició a la CNT en el Congrés de Saragossa de 1936. Durant la guerra civil espanyola fou delegat d'abastiments del Comitè Executiu Popular de València, el novembre de 1936 fou Director General de Comerç i el 1939 governador civil de la província de Conca.
En acabar la guerra civil fou internat un temps al camp de concentració d'Albatera i després fou enviat a un batalló de treball al Camp de Porta Coeli fins que fou alliberat el 1942. Aleshores va passar a la clandestinitat i reorganitzà el Comité de Llevant de la CNT per la lluita interior contra el franquisme. El 1943 s'instal·là a Madrid per a escapar millor de la vigilància policial i el 13 de març de 1944 fou nomenat Secretari General de la CNT del comitè format per Ramon Rufat Llop (vicesecretari), Pedro Ameijeiras Blanco, José Expósito Leiva, Francisco Royano, Antonio Barranco Hanglin, José Piñeiro Zambrano i Antonio Cerezo.
L'octubre de 1944 fou cap del comitè de l'Aliança Nacional de Forces Democràtiques però el desembre de 1945 fou detingut a Madrid per la Brigada Político-Social franquista. El juliol de 1946 fou condemnat a mort, però li fou commutada per 30 anys de presó de Sant Miquel dels Reis (València). El 23 de maig de 1951, amb altres presos, fou interrogat per la Comissió Internacional Contra el Règim Concentracionari, raó per la qual fou internat a Alcalá de Henares i després a Burgos
Cap als anys 1960 fou alliberat va defensar els contactes entre la CNT i la Confederació Nacional de Sindicats franquista, i participà en el plenari clandestí de la CNT de 1968. Després va intentar organitzar un centre de documentació de la CNT i el 1973 va donar classes del moviment obrer a l'Escola de Formació Professional i Comunitària de València.